# Bayadera melanopteryx
Bayadera melanopteryx – gatunek ważki z rodziny Euphaeidae.